# Легоррета
Легоррета (баск. Legorreta, ісп. Legorreta) — муніципалітет в Іспанії, у складі автономної спільноти Країна Басків, у провінції Гіпускоа. Населення — 1494 особи (2009).
Муніципалітет розташований на відстані близько 320 км на північний схід від Мадрида, 29 км на південний захід від Сан-Себастьяна.

## Демографія
Динаміка населення (INE ):

## Уродженці
- Мікель Ласа (*1971) — іспанський футболіст, захисник.

## Галерея зображень

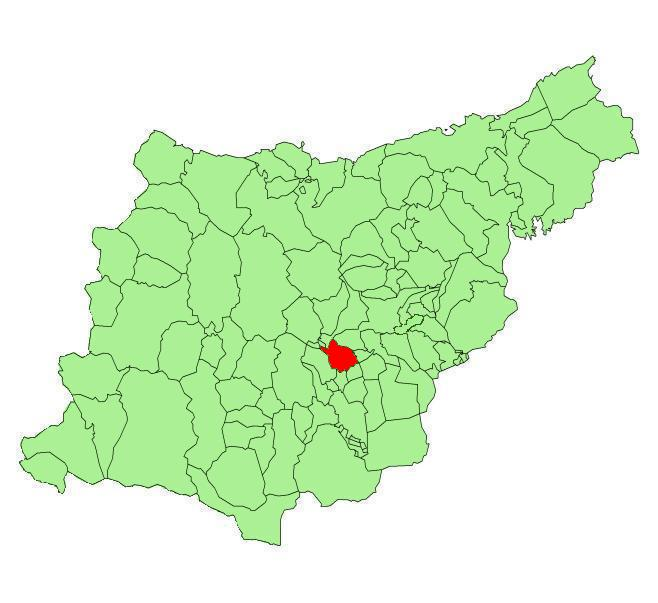
Розташування муніципалітету